# Пекка Туоккола
Пекка Туоккола (фін. Pekka Tuokkola; 22 жовтня 1983, м. Алавус, Фінляндія) — фінський хокеїст, воротар. Виступає за австрійський «Клагенфурт».
Вихованець хокейної школи «Таппара» (Тампере). Виступав «Таппара» (Тампере), «Кієкко-Вантаа», ЮІП (Ювяскюля), «Торпедо» (Нижній Новгород), КалПа, «Фер'єстад».

## Кар'єра
Пекка Туоккола почав свою професійну кар'єру в 2004 році у складі клубу ліги Mestis (друга фінська хокейна ліга) «Ахмат», виступаючи до того за фарм-клуб рідної «Таппарі». У тому ж сезоні Пекка дебютував у СМ-лізі (фін. SM-liiga), провівши на майданчику 2 матчі. Тим не менш, він так і не зумів закріпитись в «Таппарі», а виступав переважно в клубах другого фінського дивізіону.
В 2006 році Туоккола підписав контракт з клубом ЮП (фін. Jyväskylän Pallo), у складі якого в сезоні 2008/2009 він став чемпіоном Фінляндії, а також отримав нагороду найкращого гравця серії плей-оф. Це стало найбільшим досягненням в історії клубу. Через рік після такого успіху Пекка отримав бронзу фінської першості. Всього у складі клубу ЮП Туоккола виступав протягом п'яти сезонів. За цей час він зіграв 173 матчі з коефіцієнтом надійності 2.34. 
29 квітня 2011 року Пекка уклав угоду з клубом «Торпедо» (Нижній Новгород), але вже 22 лютого 2012 року розірвав контракт за сімейними обставинами. На той момент його коефіцієнт надійності складав 2.72 у 21 зіграному матчі. 

### Міжнародна
Учасник EHT 2010 у складі національної збірної Фінляндії. 

### Досягнення
- Чемпіон Фінляндії (2009)
- Найкращий гравець плей-оф чемпіонату Фінляндії (2009)
- Бронзовий призер чемпіонату Фінляндії (2010).